# Trigonometopus immaculipennis
Trigonometopus immaculipennis är en tvåvingeart som beskrevs av Malloch 1923. Trigonometopus immaculipennis ingår i släktet Trigonometopus och familjen lövflugor.
Artens utbredningsområde är Kuba. Inga underarter finns listade i Catalogue of Life.